# Список послів США в Німеччині
Сполучені Штати мають дипломатичні відносини з Німеччиною під різними формами правління та лідерів з 1871 року, а з головною державою-попередницею, Королівством Пруссія, з 1835 року. Ці відносини двічі порушувалися (під час Першої світової війни 1917—1921 рр., за 28-го президента Вудро Вільсона), і знову під час Другої світової війни з 1941 по 1955 рік, спочатку за 32-го президента Франкліна Д. Рузвельта, продовжуючись за 33-го президента Гаррі С. Трумен і 34-й — Дуайт Д. Ейзенхауер), тоді як Німеччина (спочатку як Німецька імперія (імперська Німеччина), 1871—1918 рр., пізніше за правління кайзера / німецького імператора Вільгельма II (1859—1941 рр., правив у 1888—1918 рр.), а потім як Нацистська Німеччина (націонал-соціалістична Німеччина, 1933—1945), за режиму диктатора / фюрера Адольфа Гітлера, 1889—1945), коли був стан війни зі Сполученими Штатами та протягом деякого періоду після цього, після перемир'я 1918 року або Капітуляція 1945 р. і припинення бойових дій.
До 1835 року Сполучені Штати та Королівство Пруссія в Центральній та Східній Європі визнавали одне одного, але не обмінювалися дипломатичними представниками, за винятком короткого періоду на рубежі XVIII—XIX століть, коли міністр повноважний представник Джон Квінсі Адамс (1767—1848, майбутній 7-й президент США, 1825—1829) був акредитований при Прусський двір у Берліні, очолюючи там представництво США, під час правління двох монархів, королів Пруссії Фрідріха Вільгельма II (1747—1797, правління 1786—1797) та короля Фрідріха Вільгельма III (1770—1840, правління 1797—1840). Американський міністр Адамс також був акредитований і відвідав Скандинавію, плаваючи через Балтійське море до сусіднього Королівства Швеції в Стокгольмі, з представництвами США на обох постах з 1797 по 1801 рік, під час адміністрації другого президента США Джона Адамса (1735—1826, служив у 1797—1801), який був його батьком, і ненадовго перед поверненням до Америки, на початку подальша адміністрація третього президента Томаса Джефферсона (1743—1826, обіймав посаду 1801—1809). Під час JQ, перебування Адамса в Пруссії /Швеції, він переглянув і оновив попередній Договір про дружбу та торгівлю (Пруссія-Сполучені Штати) від вересня 1785 року (ратифікований за десять років до цього старим Конгресом Конфедерації та колишнім головуючим/виконавчим президентом Сполучені Штати в Конгресі, зібраному згідно з попереднім керівним документом Статті Конфедерації та Вічного Союзу 1781—1789), поновлений послом (міністром) Адамсом у 1799 році.
Нинішній і 46-й президент Джо Байден 2 липня 2021 року висунув кандидатуру тодішнього президента Університету Пенсільванії та політичного філософа Емі Гутманн на цю посаду; 54-42 голосами, вона була затверджена Сенатом США 8 лютого 2022 року. Вона вручила вірчі грамоти федеральному президенту Німеччини Франку-Вальтеру Штайнмаєру в Берліні через дев'ять днів, 17 лютого 2022 року.

## Список послів США в Німеччині
Це список головних дипломатичних агентів США в Пруссії, Німеччині та Західній Німеччині (Федеральна Республіка Німеччини), їх дипломатичний ранг, а також фактичний початок і кінець їх служби в Німеччині.

### Глави представництва США в Берліні (1797—1801)
| Ім'я та назва              | Портрет | Вручення вірчих грамот | Припинення місії   |
| -------------------------- | ------- | ---------------------- | ------------------ |
| Джон Квінсі Адамс, міністр |         | 5 грудня 1797 року     | 5 травня 1801 року |

### Глави представництва США в Берліні (1835—1848)
| Ім'я та назва                               | Портрет | Вручення вірчих грамот | Припинення місії  |
| ------------------------------------------- | ------- | ---------------------- | ----------------- |
| Генрі Уітон, тимчасовий повірений у справах |         | 9 червня 1835 р        | 29 вересня 1837 р |
| Генрі Вітон, посланник                      |         | 29 вересня 1837 р      | 18 липня 1846 р   |
| Ендрю Джексон Донелсон, посланник           |         | 18 липня 1846 р        | 13 вересня 1848 р |

### Голови представництва США у Франкфурті (1848—1849)
| Ім'я та назва                     | Портрет | Вручення вірчих грамот | Припинення місії   |
| --------------------------------- | ------- | ---------------------- | ------------------ |
| Ендрю Джексон Донелсон, посланник |         | 13 вересня 1848 р      | 2 листопада 1849 р |

### Глави представництва США в Берліні (1849—1893)
| Ім'я та посада              | Портрет | Вручення вірчих грамот | Припинення місії     |
| --------------------------- | ------- | ---------------------- | -------------------- |
| Едвард А. Ханнеган, посол   |         | 30 червня 1849 року    | 13 січня 1850 року   |
| Деніел Д. Барнард, посол    |         | 10 грудня 1850 року    | 21 вересня 1853 року |
| Пітер Д. Врум, посол        |         | 4 листопада 1853 року  | 10 серпня 1857 року  |
| Джозеф А. Райт, посол       |         | 3 вересня 1857 року    | 1 липня 1861 року    |
| Норман Б. Джадд, посол      |         | 1 липня 1861 року      | 3 вересня 1865 року  |
| Джозеф А. Райт, посол       |         | 3 вересня 1865 року    | 11 травня 1867 року  |
| Джордж Бенкрофт, посол      |         | 28 серпня 1867 року    | 30 червня 1874 року  |
| J. К. Бенкрофт Девіс, посол |         | 28 серпня 1874 року    | 26 вересня 1877 року |
| Байярд Тейлор, посол        |         | 7 травня 1878 року     | 19 грудня 1878 року  |
| Ендрю Д. Вайт, Посол        |         | 19 червня 1879 року    | 15 серпня 1881 року  |
| Аарон А. Сарджент, посол    |         | 18 травня 1882 року    | 6 червня 1884 року   |
| Джон А. Кассон, посол       |         | 10 вересня 1884 року   | 21 червня 1885 року  |
| Джордж Х. Пендлтон, посол   |         | 21 червня 1885 року    | 25 квітня 1889 року  |
| Вільям Волтер Фелпс, посол  |         | 26 вересня 1889 року   | 4 червня 1893 року   |
| Теодор Руньйон, посол       |         | 4 червня 1893 року     | 26 жовтня 1893 року  |

### Голови посольства США в Берліні (1893—1917)
| Ім'я та посада                       | Портрет | Вручення вірчих грамот | Припинення місії       |
| ------------------------------------ | ------- | ---------------------- | ---------------------- |
| Теодор Руньон, посол                 |         | 26 жовтня 1893 року    | 27 січня 1896 року     |
| Едвін Ф. Уль, посол                  |         | 3 травня 1896 року     | 8 червня 1897 року     |
| Ендрю Д. Уайт, посол                 |         | 12 червня 1897 року    | 27 листопада 1902 року |
| Вежа Карла Великого, посол           |         | 19 грудня 1902 року    | 8 червня 1908 року     |
| Девід Джейн Хілл, посол              |         | 14 червня 1908 року    | 2 вересня 1911 року    |
| Джон Г. А. Лейшман, посол            |         | 24 жовтня 1911 року    | 4 жовтня 1913 року     |
| Джеймс У. Джерард (1867—1951), посол |         | 29 жовтня 1913 року    | 5 лютого 1917 року     |

### Голови посольства США в Берліні (1921—1941)
| Ім'я та посада                                       | Портрет | Вручення вірчих грамот | Припинення місії       |
| ---------------------------------------------------- | ------- | ---------------------- | ---------------------- |
| Елліс Лорінг Дрезель, тимчасовий повірений у справах |         | 10 грудня 1921 року    | 18 квітня 1922 року    |
| Алансон Б. Хоутон, посол                             |         | 22 квітня 1922 року    | 21 лютого 1925 року    |
| Джейкоб Гулд Шурман, посол                           |         | 29 червня 1925 року    | 21 січня 1930 року     |
| Фредерік М. Сакетт, посол                            |         | 12 лютого 1930 року    | 24 березня 1933 року   |
| Вільям Е. Додд, посол                                |         | 30 серпня 1933 року    | 29 грудня 1937 року    |
| Х'ю Р. Вілсон, посол                                 |         | 3 березня 1938 року    | 16 листопада 1938 року |
| Олександр С. Кірк, Тимчасовий повірений у справах    |         | Травень 1939 року      | Жовтень 1940 року      |
| Ліланд Б. Морріс, тимчасовий повірений у справах     |         | Жовтень 1940 року      | 11 грудня 1941 року    |

### Глави посольства США в Бонні (1955—1999)
| Ім'я та посада                         | Портрет | Вручення вірчих грамот | Припинення місії     |
| -------------------------------------- | ------- | ---------------------- | -------------------- |
| Джеймс Б. Конант, Посол                |         | 14 травня 1955 року    | 19 лютого 1957 року  |
| Девід К. Е. Брюс, посол                |         | 17 квітня 1957 року    | 29 жовтня 1959 року  |
| Волтер К. Даулінг, посол               |         | 3 грудня 1959 року     | 21 квітня 1963 року  |
| Джордж К. МакГі, посол                 |         | 18 травня 1963 року    | 21 травня 1968 року  |
| Генрі Кабот Лодж молодший, посол       |         | 27 травня 1968 року    | 14 січня 1969 року   |
| Кеннет Раш, посол                      |         | 22 липня 1969 року     | 20 лютого 1972 року  |
| Мартін Дж. Хілленбранд, посол          |         | 27 червня 1972 року    | 18 жовтня 1976 року  |
| Волтер Дж. Стоссел-молодший, посол     |         | 27 жовтня 1976 року    | 5 січня 1981 року    |
| Артур Ф. Бернс, посол                  |         | 30 червня 1981 року    | 16 травня 1985 року  |
| Річард Р. Берт, посол                  |         | 16 вересня 1985 року   | 17 лютого 1989 року  |
| Вернон А. Волтерс, посол               |         | 24 квітня 1989 року    | 18 серпня 1991 року  |
| Роберт Майкл Кіммітт, посол            |         | 5 вересня 1991 року    | 28 серпня 1993 року  |
| Річард Холбрук, посол                  |         | 19 жовтня 1993 року    | 12 вересня 1994 року |
| Чарльз Е. Редман, посол                |         | 31 жовтня 1994 року    | 17 червня 1996 року  |
| Джеймс Д. Бінденагель, бізнес-менеджер |         | 17 червня 1996 року    | 10 вересня 1997 року |
| Джон К. Корнблум, посол                |         | 10 вересня 1997 року   | 7 липня 1999 року    |

### Голови посольства США в Берліні (1999–тепер)
| Ім'я та посада                                      | Портрет | Вручення вірчих грамот | Припинення місії    |
| --------------------------------------------------- | ------- | ---------------------- | ------------------- |
| Джон К. Корнблум, посол                             |         | 7 липня 1999 року      | 16 січня 2001 року  |
| Деніел Р. Коутс, посол                              |         | 12 вересня 2001 року   | 25 лютого 2005 року |
| Вільям Р. Тімкен, посол                             |         | 2 вересня 2005 року    | 5 грудня 2008 року  |
| Джон М. Кеніг, бізнес-менеджер                      |         | 6 грудня 2008 року     | 2 вересня 2009 року |
| Філіп Д. Мерфі, посол                               |         | 3 вересня 2009 року    | 26 серпня 2013 року |
| Джон Б. Емерсон, посол                              |         | 26 серпня 2013 року    | 20 січня 2017 року  |
| Кент Логсдон, бізнес-менеджер                       |         | 20 січня 2017 року     | 8 травня 2018 року  |
| Річард Гренелл, посол                               |         | 8 травня 2018 року     | 1 червня 2020 року  |
| Робін Квінвіль, бізнес-менеджер                     |         | 1 червня 2020 року     | 1 липня 2021 року   |
| Вудвард Кларк Прайс, Тимчасовий повірений у справах |         | 1 липня 2021 року      | 17 лютого 2022 року |
| Емі Гутманн, посол                                  |         | 17 лютого 2022 року    | 13 липня 2024 року  |
| Вудвард Кларк Прайс, Тимчасовий повірений у справах |         | 13 липня 2024 року     | 26 липня 2024 року  |
| Алан Мельцер, бізнес-менеджер                       |         | 26 липня 2024 року     | Займаючий посаду    |